# Atrato (reka)
Reka Atrato (špansko Río Atrato) je reka v severozahodni Kolumbiji. Izvira na pobočjih Cordillere Occidental in teče skoraj proti severu do zaliva Urabá (ali Dariénskega zaliva), dela Karibskega morja, kjer tvori veliko močvirno delto. Njen potek prečka departma Chocó in na dveh mestih tvori mejo tega departmaja s sosednjim Antioquia. Skupna dolžina je približno 750 km, plovna pa je do Quibdója (500 km), glavnega mesta departmaja.

## Porečje
Reka izvira v pečinah Citara, Cerro del Plateado, na višini 3700 m, v občini Carmen de Atrato, v departmaju Chocó.
Porečje reke Atrato s približno 38.500 km² omejujejo gorovje Cordillera Occidental, gorovje Baudo in izbokline San Pablo. Njen hidrografski bazen ni zelo velik, vendar je pretok, ker je na območju z največ padavinami v Ameriki, ogromen.
Porečje velja za enega najbolj vodonosnih porečij na svetu. Če primerjamo povprečni pretok z njegovim porečjem, dobimo 161 l / s / km² relativnega pretoka, kar je zelo visoka številka v primerjavi s preostalo državo, ki znaša 53 l /s /km². Ta relativni pretok je tako visok, da številne reke v Evropi ne dosežejo teh vrednosti niti v svojih zgodovinskih poplavah. Povprečni pretok reke na višini mesta Quibdó je 1022 m³ / s.
Reka ima dolžino 750 km in spremenljivo širino med 150 do 500 m in globino od 38 do 31 m. V zaliv Urabá se izliva skozi 18 ust, ki sestavljajo delto reke. Na svoji poti sprejme okoli 150 rek in 3000 potokov. Svetovni sklad za divje živali jo šteje za eno najbogatejših genskih bank na svetu.
Reka Atrato tvori široko dolino ravnih in poplavnih zemljišč. V bližini njenih brežin in ob njenem obsežnem toku je več zaselkov in urbanih središč. Najpomembnejše so Quibdóma, Curvaradó, Vigía de Curvaradó, Riosucio, La Honda, Cacarica, Puerto Libre in Sautatá.
Reka teče skozi ozko dolino med Cordillero in obalnim območjem, ima le kratke pritoke, glavni so Rio Truandó, Sucio in Murrí. Rudniki zlata in platine Chocó so del njenih pritokov, rečni pesek pa je zlatonosen. Rudarstvo in posledično strupeni odpadki so negativno vplivali na kakovost rek in okolja, škodili habitatu za številne vrste in prizadeli etnične skupine: ob reki živi pretežno afro-kolumbijsko in indijansko staroselsko ljudstvo. Reka je eden redkih načinov za premikanje v regiji Chocó.
Severozahodna Kolumbija obsega območje velike raznolikosti divjih živali. V obdobju pleistocena je gornji tok reke Atrato, kjer je presekala porečje Cauca-Magdalena, območje pokrivalo morje. To naj bi ustvarilo geografsko oviro, ki je lahko povzročila razhajanje številnih vrst skozi proces alopatrične speciacije. Na primer, Philip Hershkovitz je predlagal, da sta se opica beloglavček (Saguinus oedipus) in srebrna tamarinka (Saguinus leocopus) razšla zaradi vzpona Atrata, danes pa ju v glavnem ločuje reka.
- Pogled na obrežje, v regiji Medio Atrato
- Reka iz zraka

## Zgodovina in potek
Atrato je reka, ki je najbolj povezana z zgodovino Chocója: tukaj je vstopilo špansko osvajanje in njene bregove napolnilo z mesti, naseljenimi s temnopoltimi prebivalci, ki svoje preživetje naslanjajo na pridobivanje lesa, lov, ribolov in v manjšem obsegu rudarjenje, dejavnosti, ki niso izboljšale življenjskih razmer teh populacij, ki jih zaznamujeta revščina in pomanjkanje javnih storitev, nenehno ogrožene s poplavami in nasiljem.
Reka Atrato je glavna plovna pot departmaja Chocó, zahvaljujoč velikemu pretoku njenih voda; ima 150 pritokov, nekateri so plovni; ima osem pristanišč, od katerih je glavno Quibdó. Plovna skozi vse leto v svojih 508 km, za plovila do 200 ton, služi kot pot trgovine za departma Antioquia in pristanišče  Cartagena. Na njeni poti ni hitrih skokov ali potokov; zato so mobilizacijski časi v spodnjem toku krajši od tistih v zgornjem toku in so približno 18 km/h oziroma 7 km/h.
Samo porečje reke Atrato, eden od velikih delov kolumbijskega rečnega prometa, v povprečju prepelje 1.090.058 ton na leto, z naraščajočim povpraševanjem, čeprav so oboroženi spopadi v zadnjih letih zmanjšali njegovo zmogljivost.
Reka Atrato je omogočila regionalno povezovanje in opravlja naloge zagotavljanja sredstev za preživetje in trgovine za precejšnje število občin v Chocóju. Študija glavnega načrta prometa (EPTM) Ministrstva za promet iz julija 1994 v svoji diagnozi opisuje nenehno slabšanje plovnih razmer, neracionalno krčenje povirja rek, prispevke suspendiranih snovi, nezadostno krčenje gozdov, poglabljanje dna, splošno pomanjkanje vzdrževanja, signalizacije in označevanja, potrebne skrbi za plovbo in neustrezna pristaniška infrastruktura, kar vse prispeva k izgubi vpliva reke pri prevozu tovora in potnikov.
Kar zadeva gibanje tovora, so glavni proizvod, ki se prevaža v porečju Atrato banane, z nekaj udeležbe pa gnojila, ribiški proizvodi in les, zlato in platina.
Novembra 2016 je ustavno sodišče Kolumbije odločilo, da ima porečje reke Atrato pravice do »varstva, ohranjanja, vzdrževanja in obnove«. Ta razsodba je nastala kot posledica degradacije porečja zaradi rudarjenja, ki je negativno vplivalo na naravo in škodilo afro-kolumbijskim in avtohtonim ljudstvom ter njihovim kulturam. Sodišče se je sklicevalo na novozelandsko razglasitev reke Whanganui za pravno osebo z okoljsko osebnostjo. Sodišče je odredilo, da se skupno skrbništvo izvaja v zastopstvu porečja reke Atrato. Podobno kot novozelandska deklaracija bi predstavniki prihajali iz nacionalne vlade in avtohtonih ljudstev, ki živijo v porečju.

## Predlog za medoceanski prekop
V 19. in zgodnjem 20. stoletju sta reki San Juan in Atrato pritegnili veliko pozornost kot del izvedljive poti za prekop preko zemeljske ožine v Kolumbiji. William Kennish, inženir in izumitelj z otoka Man in veteran kraljeve britanske mornarice, je predlagal akvadukt z uporabo reke Atrato in njenega pritoka reke Truando za prečkanje kolumbijske ožine. Potem ko je leta 1855 objavil poročilo o tem predlogu za newyorško podjetje, je bil izbran za vodenje ameriške vojaške odprave za raziskovanje in pregled predlaganega projekta v Kolumbiji. V začetku 20. stoletja so ZDA namesto tega zgradile Panamski prekop.
Predlagane variante so bile:
- Medoceanski kanal Atrato-Truandó. To različico je predlagala kolumbijska država za plovila z globokim ugrezom.
- Medoceanski kanal Atrato-Cacarica-San Miguel, ki bi bil dvonacionalni kanal skozi ozemlja Kolumbije in Paname. To varianto so predlagale Združene države Amerike in so jo obravnavale v okviru načrtov javno-zasebnega partnerstva (Plan Puebla-Panama) in IIRSA (Pobuda za integracijo regionalne infrastrukture Južne Amerike).
- Medoceanski kanal Atrato-San Juan, različica, ki jo je predlagala kolumbijska vlada za srednje velika plovila za rečno plovbo.
- Canal del Cura, ki bi združila reko Atrato, ki se izliva v Atlantski ocean, z reko San Juan, ki se izliva v Tihi ocean.